# 포환

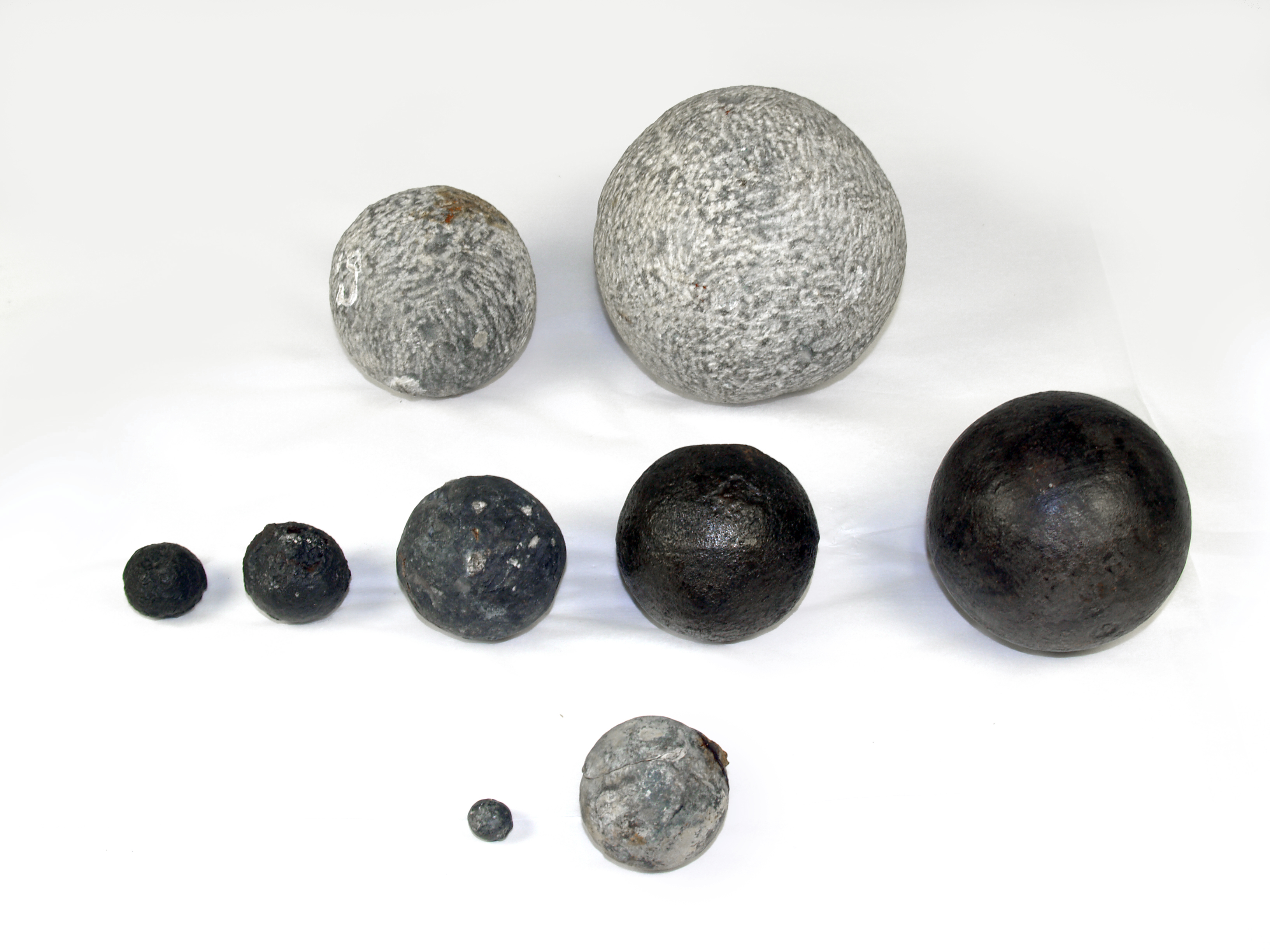
16세기의 다양한 크기의 포환.

포환(砲丸, 영어: cannonball)은 캐넌을 이용해 발사되는, 폭발하지 않는 구형의 사출물이다.

## 같이 보기
- 포환던지기